# 짚카

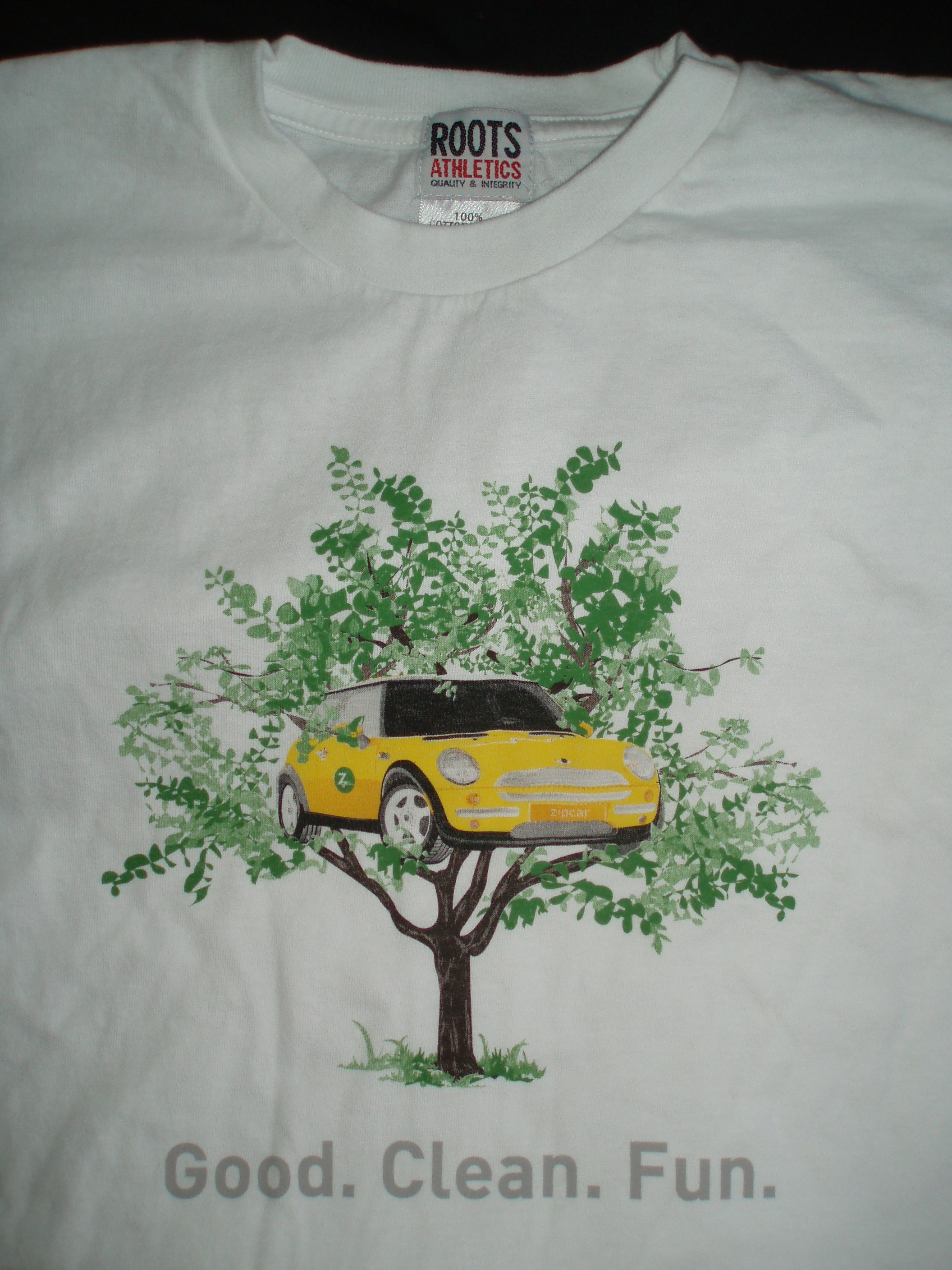
짚카 티셔츠

짚카(Zipcar, 표준어: 집카)는 회원제 렌터카 공유 회사이다. 회원은 일 단위, 시 단위로 자동차를 빌릴 수 있다. 1999년 미국 캠브리지 매사추세츠에서 설립되었고, 2007년 10월 31일 경쟁 업체였던 플렉스카를 합병하였다.

## 회원 제도
짚스터라고 불리는 회원은 사용가능한 자동차를 검색할 수 있고, 인터넷과 전화로 예약할 수 있다. 시간단위로 예약을 할 수 있으며 예약한 시간만큼 비용을 지불한다. 모든 자동차는 길이나 공용 주차장에 정해진 전용 주차장이 있다.
회원은 짚카드라고 불리는 RFID 방식의 카드를 지급받게 되는데, 이것으로 예약한 자동차를 운전할 수 있다. 모든 자동차는 사용시간과 운행거리를 기록하고 이것은 무선 데이터 접속을 통해서 중앙 컴퓨터에 전송된다. 사생활 보호를 위하여 사용될 때에는 위치가 추적되지 않지만 위치가 추적이 가능하다.
예약은 자동차 보함과 연료 카드, 그리고 세차 및 유리창 세제와 같은 일상 정비 비용을 포함하고 있다. 누구든지 회원이 되면 자동으로 짚카 도시의 짚카를 예약하고 사용할 수 있다.
현재 서비스는 시애틀, 보스톤, 뉴욕, 와싱톤디씨, 아틀란타, 미네아폴리스, 오레곤, 채퍼힐, 오클랜드, 샌프란시스코, 스탠퍼드 대학, 피츠버그, 토론토, 런던, 시카고, 앤아버, 밴쿠버에서 제공되고 있으며, 짚카는 세계에서 가장 규모가 큰 자동차 공유와 자동차 클럽 제공자라고 말하고 있다.
일반적으로 회원들은 한달에 $30을 내고, 시간당 $3~$6의 사용료를 지불한다.